# Marie Cruysmans

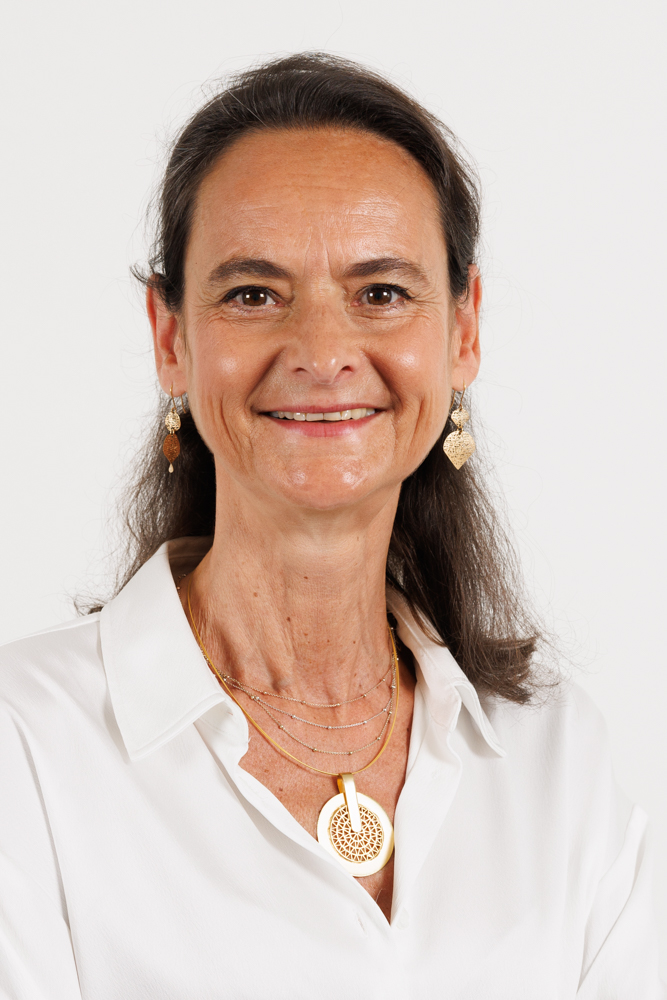
Marie Cruysmans

Marie Cruysmans (Elsene, 2 mei 1970) is een Belgisch politica voor Les Engagés.

## Biografie
Cruysmans behaalde in 1990 het diploma van kandidaat in de filosofie aan de Université Saint-Louis en studeerde in 1993 af als licentiaat in de rechten aan de Université Catholique de Louvain. Een jaar nadien behaalde ze een licentie in economisch recht aan de Vrije Universiteit Brussel en in 2011 een aanvullende master in het notariaat aan de Université libre de Bruxelles.
In 1994 schreef ze zich als advocaat in bij de Balie van Brussel. In dat beroep ging ze zich specialiseren in burgerlijk recht en handelsrecht, evenals vastgoedrecht, vermogens- en erfrecht. Ook was Cruysmans van 1998 tot 2001 juriste bij de Directie Onderzoek en Documentatie van het Europees Hof van Justitie in Luxemburg.
Voor het cdH en navolger Les Engagés werd Cruysmans gemeenteraadslid van Sint-Pieters-Woluwe, een functie die ze sinds december 2018 uitoefent. 
Bij de Brusselse gewestverkiezingen van juni 2024 werd ze eveneens verkozen in het Brussels Hoofdstedelijk Parlement.